# Pterostichus fumorum
Pterostichus fumorum är en skalbaggsart som beskrevs av Darlington. Pterostichus fumorum ingår i släktet Pterostichus och familjen jordlöpare. Inga underarter finns listade i Catalogue of Life.